# اقتصاد جمهورية يوغوسلافيا الفدرالية الاشتراكية
بالرغم من الأصول المشتركة، كان اقتصاد جمهورية يوغوسلافيا الفدرالية الاشتراكية مختلفًا بشدة عن اقتصاد الاتحاد السوفيتي ودول أوروبا الشرقية الاشتراكية الأخرى، خصوصًا بعد انفصال يوغوسلافيا عن الاتحاد السوفيتي في عام 1948. فقد ترك نزاع التحرير والاحتلال في الحرب العالمية الثانية بنية يوغوسلافيا التحتية مُدمَّرة. كانت حتى أكثر مناطق البلاد تطورًا ريفية بمعظمها وتضررت أو دُمِّرت الصناعة الصغيرة للبلاد بشكل كبير.

## سنوات ما بعد الحرب العالمية الثانية
شهدت السنوات الأولى بعد الحرب تطبيقًا للخطط الخمسية سوفيتية الطابع وإعادة الإعمار من خلال عدد هائل من الأعمال التطوعية. إذ زُوِّد الريف بالكهرباء وطُوِّرت الصناعات الثقيلة. ونُظِّم الاقتصاد كمزيج بين اقتصاد التخطيط المركزي الاشتراكي واقتصاد السوق الاشتراكي: أُمِّمت المصانع، وأُعطِي للعمال الحق بحصة معينة من مكاسبهم.
أمكن للمتاجر الحرفية المملوكة بشكل خاص توظيف أربعة أشخاص لكل مالك. وتم تأميم وإعادة توزيع الأرضي جزئيًا، وحُولت إلى ملكية جماعية جزئيًا. وأُمكن للأسر المزارعة ملك ما يصل إلى 10 هيكتارات (25 فدانًا) من الأرض للشخص وكانت الأراضي الزراعية الفائضة مملوكة من قبل الجمعيات التعاونية والشركات الزراعية والمجتمعات المحلية. وكان من المُمكن لهؤلاء شراء وبيع الأرض، بالإضافة لإعطائها للناس بإيجار دائم.

## أعمال تشغيل الشباب
كانت أعمال تشغيل الشباب نشاطات عمل تطوعية منظمة للشباب في جمهورية يوغوسلافيا الفدرالية الاشتراكية. حيث استُخدمت الأعمال في بناء البنية التحتية العامة كالطرق والسكك الحديدية والأبنية العامة بالإضافة إلى البنية التحتية الصناعية. ونُظِّمت أعمال تشغيل الشباب على المستويات المحلية والجمهورية والفدرالية من قبل الرابطة الشيوعية لشباب يوغوسلافيا، ونُظِّم المشاركون في فرق تشغيل الشباب والتي سُمِّيت بشكل عام تيمنًا بقريتهم أو ببطل وطني محلي. تتضمن المشاريع المهمة المبنية من قبل فرق تشغيل الشباب سكة حديد بريتشكو بانوفيشي وسكة حديد ساماك ساراجيفو وأجزاء من نيو بيلغراد وأجزاء من طريق الأخوية والوحدة السريع، والذي يمتد من شمال سلوفينيا إلى جنوب مقدونيا.

## خمسينيات وستينيات القرن العشرين
بدأ تطبيق الإدارة الذاتية الاشتراكية في خمسينيات القرن العشرين، والتي قللت من إدارة الدولة للشركات. أصبح مديرو الشركات المملوكة اشتراكيًا تحت إشراف مجالس العمال، والتي كانت مُكوَّنة من كل الموظفين، مع صوت واحد لكل موظف. كما عينت مجالس العمال المديرين غالباً عن طريق اقتراع سري. نُظِّم الحزب الشيوعي (المسمى لاحقًا رابطة الشيوعيين) في كل الشركات وكان الموظفون الأكثر نفوذًا على الأرجح أعضاءً من الحزب، لذا كان المديرون غالبًا ولكن ليس دائمًا يُعَّينون فقط بموافقة الحزب. بالرغم من أن الناتج المحلي الإجمالي غير مصمم أو قابل للتطبيق تقنيًا لقياس الاقتصاد المخطط: في 1950 احتلت يوغوسلافيا المرتبة الثانية والعشرين في أوروبا.
كانت البطالة مشكلة مزمنة في يوغوسلافيا، إذ كانت معدلاتها من بين الأعلى في أوروبا أثناء وجودها، بينما ازداد مستوى تعليم القوى العاملة بانتظام. بسبب حيادية يوغوسلافيا ودورها الرئيسي في حركة عدم الانحياز، صدَّرت الشركات اليوغوسلافية إلى كل من السوقين الشرقي والغربي.
أنشأت الشركات اليوغوسلافية العديد من مشاريع البنية التحتية والمشاريع الصناعية الرئيسية في أفريقيا وأوروبا وآسيا. ونُفِّذ العديد من هذه المشاريع من قبل إنيرجوبروجيكت، وهي شركة بناء وهندسة يوغوسلافية أُنشِئت في 1951 لإعادة إعمار البنية التحتية للبلاد التي دمرتها الحرب. بحلول مطلع الثمانينيات، أصبح ترتيب إينيرجوبروجيكت السادس عشر على العالم من بين أكبر شركات البناء والهندسة، يعمل فيها 7000 موظف. نفذت الشركة مشاريع بنائية ضخمة في ليبيا والكويت وزامبيا وغينيا، وبحلول أواخر الستينيات، أصبحت الشركة مُنافِسة في الأسواق الأوروبية في غرب ألمانيا وتشيكوسلوفاكيا وجمهورية ألمانيا الديموقراطية.
في عام 1965، اعتُمِد دينار جديد. إذ استبدل الدينار السابق -الذي كانت قيمته 700 دولار أميركي- بدينار جديد والذي تبلغ قيمته 12,5 دولار أميركي.
بدأ رحيل اليوغوسلافيين سعيًا للبحث عن عمل في خمسينيات القرن العشرين، حين بدأ الأفراد يتسللون عبر الحدود بشكل غير شرعي. في منتصف الستينيات، رفعت يوغوسلافيا القيود عن الهجرة وازداد عدد المهاجرين بمن فيهم الأفراد المثقفون وذوو المهارات العالية بسرعة، خصوصًا إلى غرب ألمانيا. وبحلول مطلع السبعينيات كان 20 بالمئة من القوى العاملة بالبلاد أو 1,1 مليون عامل يعملون خارج البلاد. كان سبب الهجرة الرئيسي هو التمدن وتحول الريف إلى المدينة وزيادة الكثافة السكانية بشكل مفرط في البلدات الكبرى. ساهمت الهجرة في الإبقاء على البطالة كما أصبحت بمثابة مصدر لرأس المال والعملة الأجنبية. وُظِّف هذا النظام داخل الاقتصاد. من عام 1961 إلى عام 1971، ازداد عدد العمال الضيوف من يوغوسلافيا في غرب ألمانيا من 16,000 إلى 410,000.

## سبعينيات القرن العشرين
في سبعينيات القرن العشرين، أُعيد تنظيم الاقتصاد وفقًا لنظرية إدفارد كارتيل العمالة المرتبطة، والتي يستند فيها حق صنع القرار والحصة من الأرباح للشركات المملوكة شيوعيًا إلى الاستثمار في اليد العاملة. حُوِّلت كل الشركات الصناعية إلى منظمات العمالة المرتبطة. وكانت المنظمات الأساسية الصغيرة للعمالة المرتبطة مطابقة بشكل مقارب لشركة صغيرة أو لقسم في شركة كبيرة. حيث تم تنظيم تلك إلى مؤسسات تُعرَف أيضًا باسم منظمات العمل، والتي كانت مقترنة بدورها مع منظمات مختلطة من العمالة المرتبطة، والتي يمكن أن تكون شركات كبيرة أو حتى فروعًا صناعية كاملة في منطقة ما. كانت المنظمات الأساسية مكونة أحيانًا من وحدات عمل أصغر، ولكن لم تكن لها حرية مالية.
أيضًا، كانت المنظمات المختلطة للعمالة المرتبطة أحيانًا أعضاءً في مجتمعات أعمال، مُمثّلةً فروعًا صناعية كاملة. كان صنع أكثر القرارات تنفيذيةً يحدث في المؤسسات، لذا استمرت في التنافس لدرجة معينة حتى لو كانت جزءًا من نفس المنظمة المختلطة. وكان تعيين المديرين وسياسة المنظمات المختلطة -بناءً على حجمها وأهميتها- عمليًا عرضةً لاستغلال النفوذ السياسي والشخصي.
بهدف أن يُعطى جميع العمال نفس الإمكانية من صنع القرار، أُدخِلت المنظمات الأساسية للعمالة المشتركة في الخدمات العامة، بما في ذلك الصحة والتعليم. وكانت المنظمات الأساسية مكونة عادةً من عشرات الناس وكان لديهم مجالس عمالية خاصة بهم، والتي كان قبولها ضروريًا للقرارات الاستراتيجية ولتعيين المديرين في المؤسسات أو المؤسسات العامة.
نُظِّم العمال ضمن نقابات عمالية امتدت في جميع أنحاء البلاد. وكان من الممكن المطالبة بالإضرابات من قبل أي عامل، أو أي مجموعة من العمال حيث كانت شائعة في فترات محددة. عادةً ما تسببت الإضرابات ذات المطالب المحقة الواضحة والتي لا تملك أي أسباب سياسية باستبدال فوري للإدارة أو برفع الأجور والحوافز. وتم التعامل مع الإضرابات ذات الأسباب السياسية الحقيقية أو المخفية بطريقة مماثلة (تعرض الأفراد للمقاضاة أو الاضطهاد بشكل منفرد)، ولكن قُوبِلوا أحيانًا برفض تعامل عنيد أو بالقوة الغاشمة في بعض الحالات. حدثت الإضرابات في جميع الأوقات التي شهدت اضطرابات سياسية أو صعوبات اقتصادية، ولكنها أصبحت شائعة بشكل متزايد في ثمانينيات القرن العشرين، حين حاولت حكومات متعاقبة إنقاذ الاقتصاد المنهار ببرنامج تقشفي تحت رعاية صندوق النقد الدولي.
منذ عام 1970 وما بعد، كانت يوغوسلافيا مستوردًا لمنتجات المزارع بالرغم من عمل 29% من تعدادها السكاني في الزراعة.

## تأثير أزمة النفط
سببت أزمة نفط السبعينيات تفاقمًا في المشاكل الاقتصادية، حيث ازداد الدين الأجنبي بمعدل سنوي قدره 20%، وبلغ بحلول مطلع الثمانينيات أكثر من 20 مليار دولار أميركي. أعادت حكومات ميكا بلانينك وبرانكو ميكوليك التفاوض بخصوص الدين الأجنبي مقابل إدخال سياسة تحقيق الاستقرار والتي كانت عمليًا مكونة من تدابير تقشفية قاسية (ما يدعى بالعلاج بالصدمات). أثناء ثمانينيات القرن العشرين، تحمل سكان يوغوسلافيا تطبيق القيود على الوقود (40 لترًا للسيارة بالشهر) وتقييد استخدام السيارة كل عدة أيام بناءً على الرقم الأخير للوحة الترخيص وقيود شديدة على استيراد البضائع ودفع عربون عند مغادرة البلاد (في معظم الأحيان بهدف التسوق)، لتتم إعادته بعد سنة (مع تزايد التضخم المالي، كان هذا بمثابة ضريبة سفر فعليًا). وكان هناك نقص في القهوة والشوكولا ومسحوق الغسيل.